# City pop
City pop este un gen muzical japonez, aparținând genului J-pop, care a avut o popularitate mare în anii '80. Acesta a fost inspirat de muzica occidentală, în special de genuri precum funk, disco și soft rock. Deși a dispărut din lumina reflectoarelor în anii '90, city pop a devenit recent un fenomen global, cu o bază de fani tot mai mare din afara Japoniei.

## Originea și evoluția City pop
City pop a apărut în Japonia în jurul anului 1976, cu albumul "Summer Connection" al lui Taeko Ohnuki, dar a devenit mai popular în anii '80, în special datorită artiștilor ca Tatsuro Yamashita, Mariya Takeuchi, Anri și Junko Ohashi. Acești artiști au combinat elemente de funk, soul, disco și soft rock cu influențe japoneze și au creat o muzică ușoară, plăcută și ritmică.
City pop a fost populară în Japonia în timpul bulei economice japoneze, o perioadă de creștere economică puternică în anii '80 și prima jumătate a anilor '90. Genul a fost asociat cu atmosfera orașelor, cu imaginea unui stil de viață sofisticat, modern și urban. În acest timp, piesele city pop au fost adesea folosite în coloane sonore pentru filme și emisiuni TV, iar artiștii din acest gen erau foarte apreciați și promovați de mass-media.

## Declinul și renașterea City pop
Odată cu sfârșitul bubble economy, city pop a dispărut treptat din lumina reflectoarelor. În anii '90, muzica pop japoneză a început să se îndrepte spre stiluri mai agresive, cum ar fi J-pop și J-rock, și city pop a fost considerată demodată și depășită. Cu toate acestea, city pop a continuat să fie ascultată de un grup restrâns de fani, iar în ultimii ani a avut o renaștere neașteptată.
Începând cu anii 2010, city pop a fost descoperită și apreciată de un public internațional mai larg, în special în Statele Unite, Europa și Asia de Sud-Est. Acest lucru a fost în parte datorat promovării muzicii japoneze de către platformele de streaming, dar și datorită comunităților online de fani care au început să discute și să împărtășească muzica city pop.
Astăzi, city pop a devenit un gen muzical popular printre tinerii din întreaga lume, care apreciază sunetele vintage și atmosfera retro a muzicii japoneze din anii '80. Artiștii precum Tatsuro Yamashita și Mariya Takeuchi au devenit cunoscuți la nivel mondial, iar piese precum "Plastic Love" și "Stay with Me" au devenit virale pe internet. În plus,mulți artiști din ziua de azi, precum Macross 82-99, Yung Bae, și Saint Pepsi, au fost influențați de city pop și și-au creat propriile versiuni ale acestui gen muzical.
City pop este adesea descrisă ca o muzică plăcută și ușoară, cu o atmosferă relaxantă și o imagine urbană sofisticată. Deși genul a fost popular în anii '80, mulți oameni continuă să asculte această muzică pentru nostalgii și pentru a evoca un sentiment de timpuri mai bune. De asemenea, mulți oameni apreciază muzica city pop pentru sunetele sale melodice și încântătoare, care sunt diferite de cele ale altor genuri populare.
În concluzie, city pop este un gen muzical japonez care a avut o mare popularitate în anii '80, dar a dispărut din lumina reflectoarelor în anii '90. Cu toate acestea, în ultimii ani, city pop a cunoscut o renaștere neașteptată și a devenit un fenomen global, cu mulți fani în afara Japoniei. Acest gen muzical este apreciat pentru sunetele sale ușoare și melodice și pentru atmosfera sa retro și urbană sofisticată.